# 7 Batalion Wojsk Kolejowych
7 Batalion Wojsk Kolejowych – oddział wojsk kolejowych Sił Zbrojnych PRL.
Batalion sformowano w 1951 roku we Wrześni. Organizowano go według etatu 10/14 o stanie osobowym 830 żołnierzy i 8 kontraktowych. Zalążki zorganizowano na bazie 5 batalionu wojsk kolejowych w Darłowie.
W sierpniu 1957 roku batalion rozformowano. Część kadry i żołnierzy przeniesiono do 3 batalionu wojsk kolejowych w Przemyślu.

## Zadania mobilizacyjne
Na czas wojny batalion mobilizował 7 Brygadę Wojsk Kolejowych w składzie:
- dowództwo brygady
- 102 kompania łączności
- 84, 87, 95, 97 bataliony drogowe
- 32, 34 bataliony mostowe
- 7 kompania rozpoznania technicznego
- 2 kompania minowania specjalnego
- 6 kompania mechanizacji robót

## Dowódcy batalionu
- mjr Eugeniusz Majer
- ppłk Włodzimierz Godek
- kpt. Marian Gembora